# El Castellet (Folgueroles)
El Castellet és una obra de Folgueroles (Osona) declarada bé cultural d'interès nacional.

## Descripció
Es tracta d'un edifici civil. Fou un habitacle situat en un turó prop de Folgueroles. Està format per una muralla de 65 m de llarg i a la part central i per l'exterior presenta una torre de planta rectangular de 6,3 x 13 m amb una lleugera inclinació. La part interior serveix d'aixopluc a deu habitacions de 5 x 6,5 m separats per murs d'1,3 m. L'ocupació d'aquests habitacles era domèstica.
El material constructiu va ser: lloses de pedra i blocs de gres de Folgueroles. Format per pedres irregulars utilitzades en sec.
Les cobertes devien ser de materials lleugers: brancatges i fang.
La cronologia del jaciment, al voltant del segle iii aC, ha estat confirmada per la troballa, en els nivells fundacionals de la fortalesa, de dracmes emporitanes i de divisors com monedes de plata encunyades a Empúries, així com monedes d'imitació local, i també ceràmiques de vernís negre fabricades als tallers de Roses.
Durant la primera fase de vida de l'establiment, l'ocupació fou pràcticament total. A la majoria d'estances s'hi realitzaren activitats domèstiques, concretament a l'àmbit 1 es va documentar un petit taller artesanal relacionat amb el treball del ferro. També, davant dels àmbits 1, 2 i 3 es va construir un pati empedrat que serviria com a espai comunitari pel grup que viu a l'establiment.

## Història
És conegut des de les excavacions de 1960 realitzades pel Museu Episcopal de Vic i dirigides per M. Cassany. Respon als assentaments ibèrics situats en llocs elevats i construïts amb una clara intenció defensiva, per controlar el territori, i d'accés difícil.
Aquests poblaments es poden situar a Osona als segles IV i III aC i són freqüents als contraforts del Montseny o de les Guilleries com en aquest cas. Tots tenen una característica comuna, una muralla de dimensions considerables que tanca el turó pel lloc de més fàcil accés.